# La Haye-de-Calleville
La Haye-de-Calleville ist eine französische Gemeinde mit 252 Einwohnern (Stand 1. Januar 2022) im Département Eure in der Region Normandie.

## Geografie
La Haye-de-Calleville liegt im Westen des Roumois, 18 Kilometer nordöstlich von Bernay und 5 Kilometer südöstlich des Kantonshauptorts Brionne. Es ist umgeben von den Nachbargemeinden Calleville, La Neuville-du-Bosc und Harcourt. Zu La Haye-de-Calleville gehören die Weiler Le Buhot und La Borderie.

## Geschichte
Haye ist abgeleitet von haie, einem gallischen Wort für „Hecke“ oder „Wald“, das die gleiche indoeuropäische Wurzel hat wie „Hag“ und „-hagen“. Calleville bedeutet „Karls Ortschaft“ oder auch „karolingische Ortschaft“. Zusammengesetzt heißt das also etwas wie „Wald von Karls Ortschaft“.
La Haye-de-Calleville entstand durch Rodungen im Wald von Le Neubourg. Die Seigneurs von Neubourg besaßen ein Jagdschloss, das Manoir de Sainte Vaubourg, und eine Kapelle im Wald zwischen La Haye-de-Calleville und La Neuville-du-Bosc. Heute gehören die Reste der Gebäude zur Gemeinde La Neuville-du-Bosc. Insgesamt gab es drei Herrenhäuser in La Haye-de-Calleville.
Das Lehen Barres, der spätere Sitz der Seigneurie La Haye-de-Calleville gehörte 1401 Gauvain Barres, dem Forstverwalter des Waldes von Le Neubourg und Besitzer des Herrenhauses La Haye. Seine Tochter heiratete Artus Le Muet, der 1481 geadelt wurde. 1504 gehörte das Lehen Simon Boullenc, danach kam es in den Besitz der Familie Gaveron. Robert III. de Graveron († 1527) heiratete Jeanne de Béthencourt aus Béthencourt-sur-Somme in der Picardie. Sein Sohn diente in der Kompanie seines Cousins Jean d’Estouteville, der Grand Bailli von Rouen war.
Jean de Graveron, Seigneur von Sainte-Colombe und La Haye-de-Calleville eroberte das Schloss Harcourt für die Heilige Liga während der Hugenottenkriege (1562–1598).  Sein Enkel André de Graveron schloss sich der Fronde (1648–1653) an. Charles de Graveron heiratete 1682 Anne de Livet und verließ La Haye-de-Calleville um in Heudreville zu wohnen.
Der letzte Seigneur von La Haye-de-Calleville vor der Französischen Revolution (1789–1799) hieß Bidaut.
1793 erhielt La Haye-de-Calleville im Zuge der Französischen Revolution den Status einer Gemeinde (als La Haye de Calleville) und 1801 das Recht auf kommunale Selbstverwaltung (unter der heutigen Schreibweise).
| Jahr      | 1793 | 1836 | 1886 | 1911 | 1931 | 1968 | 1982 | 1999 | 2006 |
| --------- | ---- | ---- | ---- | ---- | ---- | ---- | ---- | ---- | ---- |
| Einwohner | 380  | 484  | 302  | 235  | 169  | 233  | 207  | 221  | 269  |

Am meisten Einwohner hatte La Haye-de-Calleville 1836, dann sank die Bevölkerungszahl bis 1931, seitdem ist sie wieder angestiegen.

## Sehenswürdigkeiten

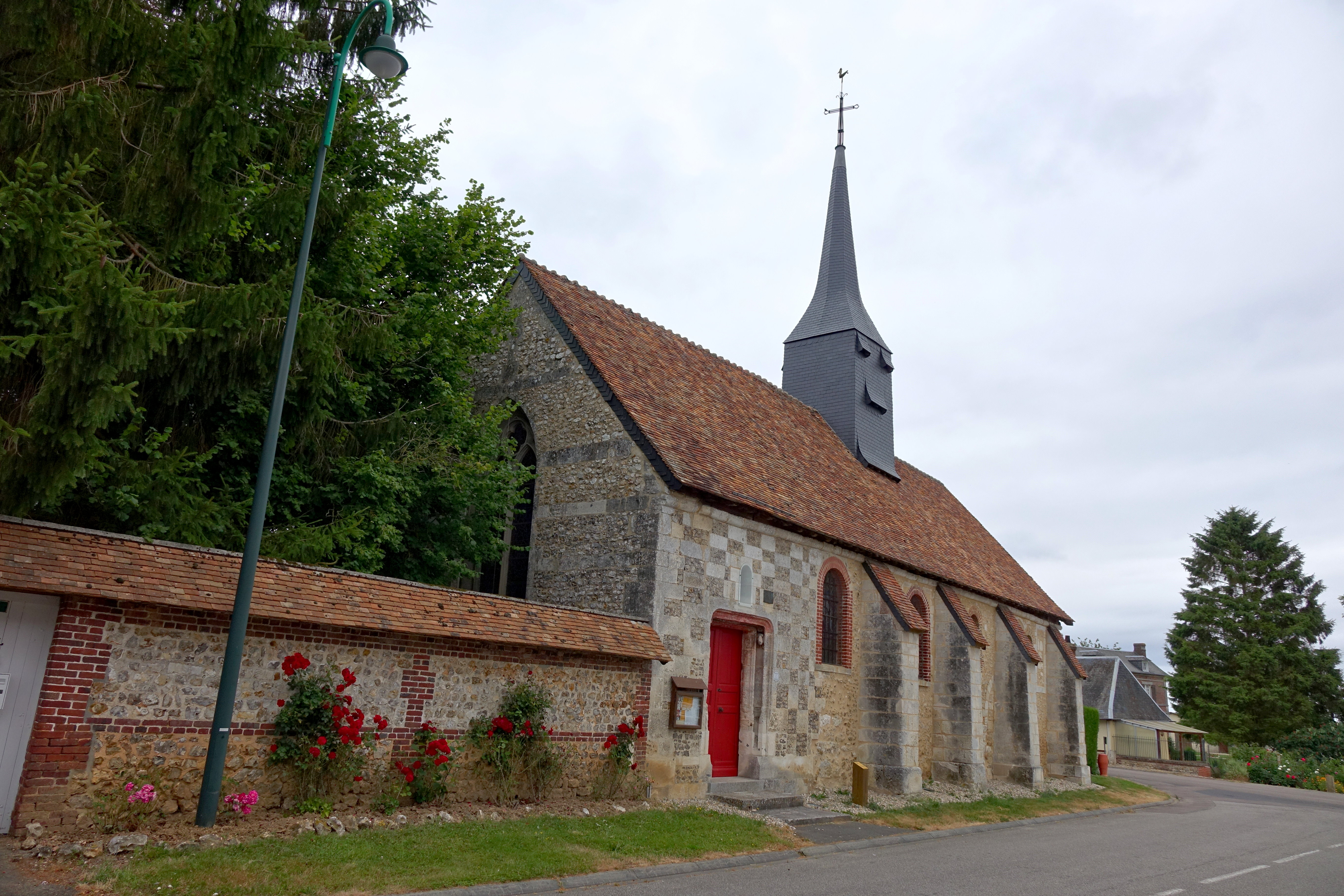
Kirche Saint-Nicolas

Die Kirche Saint-Nicolas wurde im 15. Jahrhundert erbaut, erhalten geblieben sind aus jener Zeit allerdings nur ein Sims und ein quadratisches Fenster im Süden des Kirchenschiffs. Der Glockenturm stammt aus dem 16. Jahrhundert. Die Fenster wurden im 19. Jahrhundert eingesetzt. In der Kirche befinden sich vier Kerzenständer der ansässigen Confrérie de charité (‚Bruderschaft der Barmherzigkeit‘). Sie wurden im 16. Jahrhundert hergestellt und 1907 als Monuments historiques (‚historische Denkmale‘) klassifiziert.
Das Herrenhaus La Haye stammt aus dem 15. Jahrhundert. Es besteht aus einem Erdgeschoss unter einem großen Dachstuhl. Im 18. Jahrhundert wurde an einer Seite ein Pavillon angebaut und die Fassade über dem alten Fachwerk aus roten Backstein und weißem Stein neu gestaltet.
Außerdem stehen einige strohgedeckte normannische Häuser im Ortskern.

## Wirtschaft
Wichtige Erwerbszweige der Hayais-Callevillais sind Ackerbau und die Zucht von Hausrindern. Es werden vor allem Futterrüben und Lein angebaut. Auf dem Gemeindegebiet gelten geschützte geographische Angaben (IGP) für Schweinefleisch (Porc de Normandie), Geflügel (Volailles de Normandie) und Cidre (Cidre de Normandie und Cidre normand).